# Хаунслоу (боро Лондона)
Лондонский боро Хаунслоу (англ. London Borough of Hounslow, произношениео файле) — один из 32 лондонских боро, находится во внешнем Лондоне.

## История
Лондонский боро Хаунслоу был сформирован в 1965 году, слиянием Айлуэрта, Брентфорда, Фелтема, Чизика и Хаунслоу. До 1800-х район был преимущественно земледельческим с большим количеством лесов. В XIX и XX веках индустриализация изменила облик местности, соединив Брентфорд и Чизик. После Второй мировой войны Фелтем быстро начал расти под влиянием расположенного на западе аэропорта Хитроу.

## Население
По данным переписи 2011 года в Хаунслоу проживало 254 900 человек. Из них 20,3 % составили дети (до 15 лет), 69,2 % лица трудоспособного возраста (от 16 до 64 лет) и 10,5 % лица пожилого возраста (от 65 лет и выше).

### Этнический состав
Основные этнические группы, согласно переписи 2007 года:
62,7 % — белые, в том числе 53,6 % — белые британцы, 2,4 % — белые ирландцы и 6,7 % — другие белые (итальянцы, русские);
23,5 % — выходцы из Южной Азии, в том числе 18,3 % — индийцы, 4,4 % — пакистанцы и 0,8 % — бенгальцы;
4,9 % — чёрные, в том числе 3,2 % — чёрные африканцы (сомалийцы, нигерийцы), 1,3 % — чёрные карибцы (ямайцы) и 0,4 % — другие чёрные;
2,5 % — метисы, в том числе 1,2 % — азиаты, смешавшиеся с белыми, 0,7 % — чёрные карибцы, смешавшиеся с белыми, 0,5 % — чёрные африканцы, смешавшиеся с белыми и 0,7 % — другие метисы;
0,9 % — китайцы;
2,4 % — другие азиаты (афганцы, иракцы);
2,3 % — другие.

### Религия
Статистические данные по религии в боро на 2011 год:
| Религия      | Хаунслоу % | Лондон % | Англия % |
| ------------ | ---------- | -------- | -------- |
| Христианство | 42,0       | 48,4     | 59,4     |
| Ислам        | 14,0       | 12,4     | 5,0      |
| Индуизм      | 10,3       | 5,0      | 1,5      |
| Сикхизм      | 9,0        | 1,5      | 0,8      |
| Буддизм      | 1,4        | 1,0      | 0,5      |
| Иудаизм      | 0,3        | 1,8      | 0,5      |
| Другие       | 0,6        | 0,6      | 0,4      |
| Нет религии  | 15,9       | 20,7     | 24,7     |
| Не указана   | 6,5        | 8,5      | 7,2      |

## Транспорт
Хаунслоу примыкает к периметру аэропорта Хитроу, который находится в Лондонском боро Хиллингдон.
Из центрального Лондона в боро Хаунслоу проходит линии South West Trains (SWT), а также Северная линия, Линия Дистрикт и Линия Пикадилли лондонского метрополитена.

## Достопримечательности
Живописные набережные Темзы в Чизике сильно контрастируют с крупными промышленными комплексами Брентфорда и Фелтема.
В районе находятся такие известные особняки, как Остерли-парк-хаус, Сайон-хаус и Чизик-хаус.

## Галерея

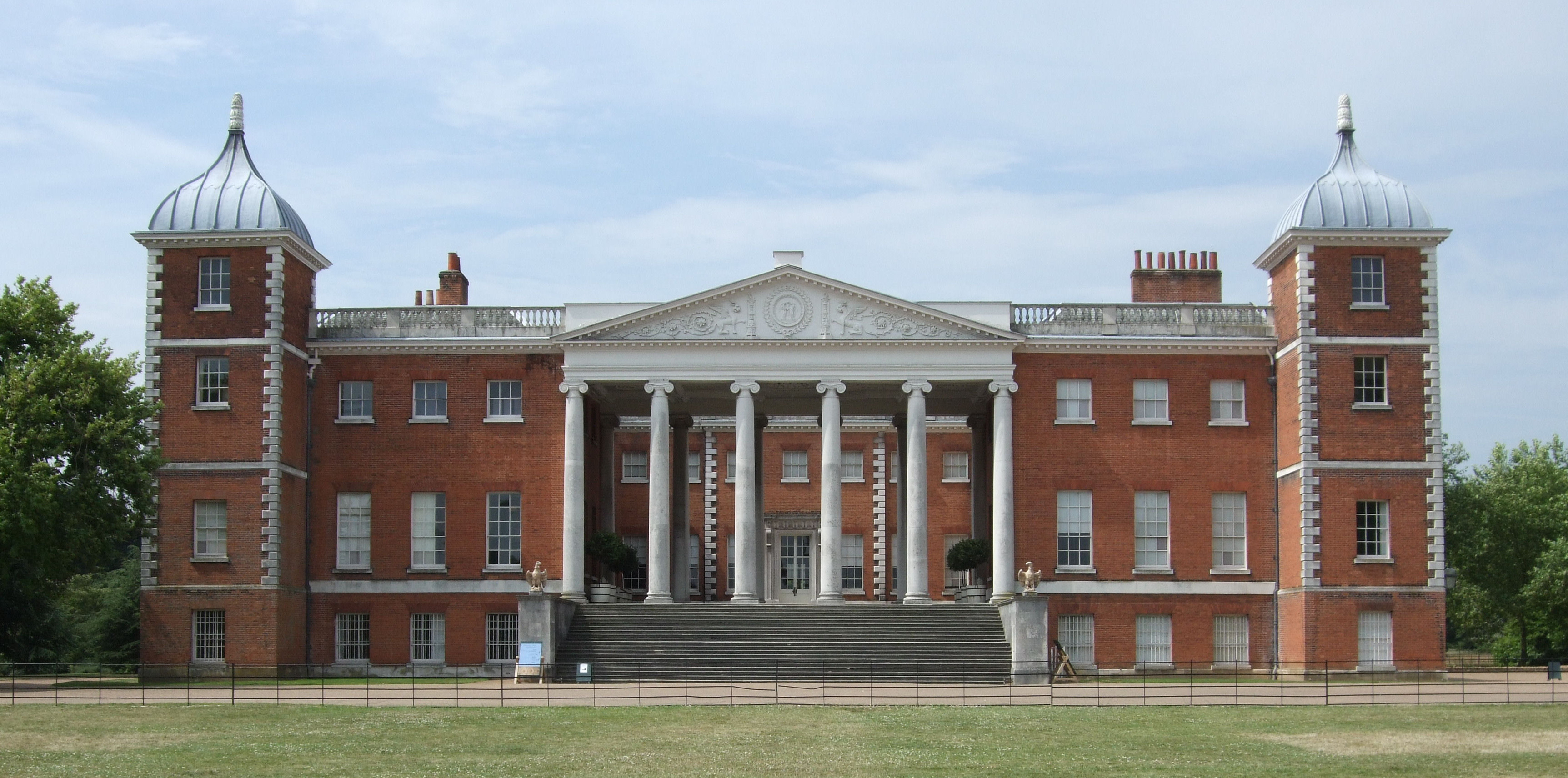
Остерли-парк-хаус
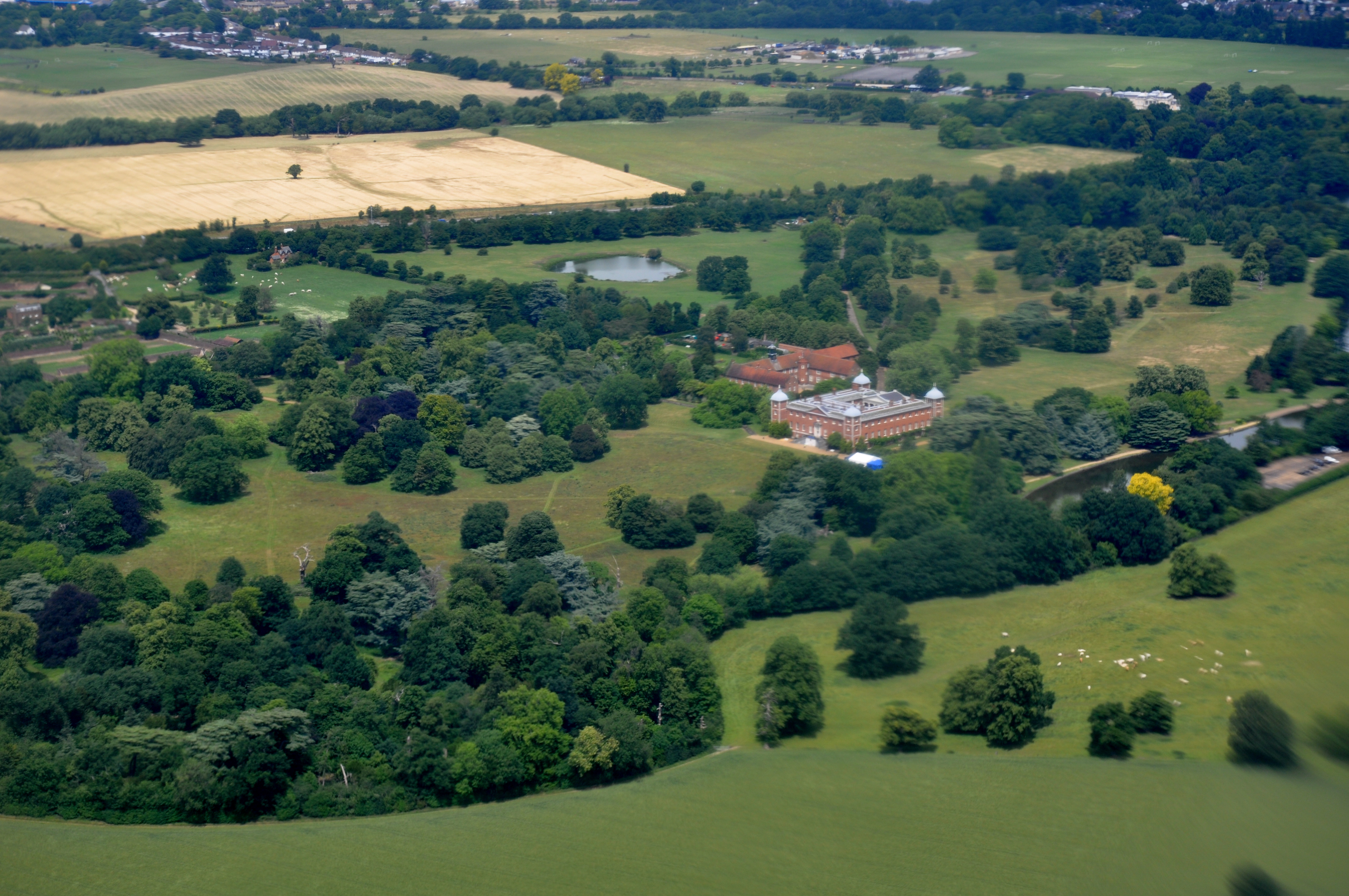
Остерли-парк
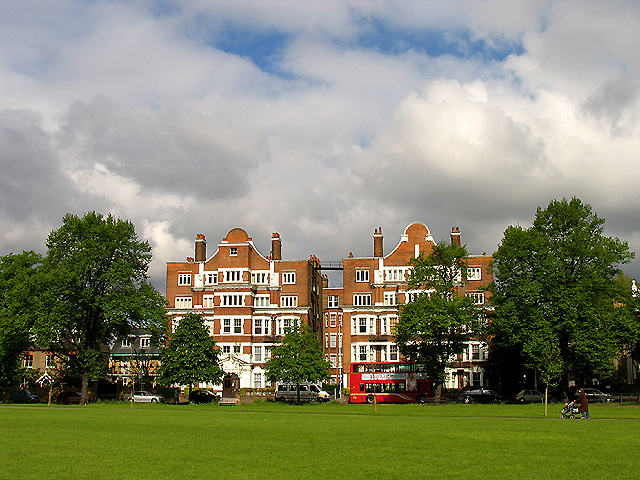
Парк Чизик
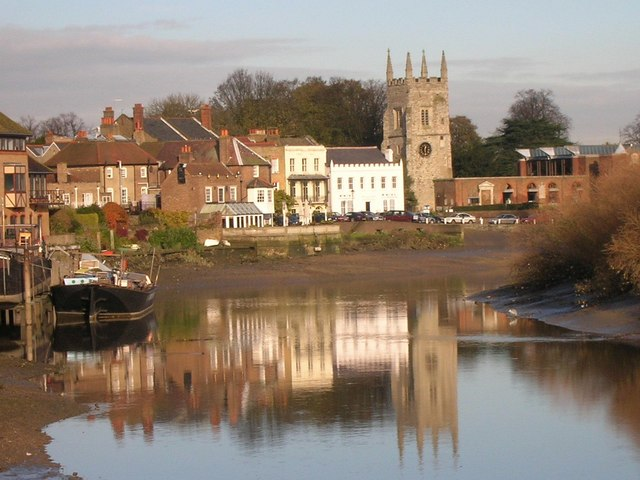
Айлуэрт
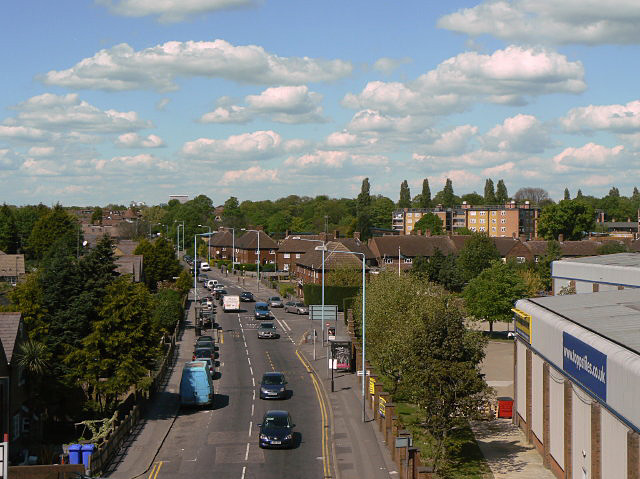
Илинг-роад
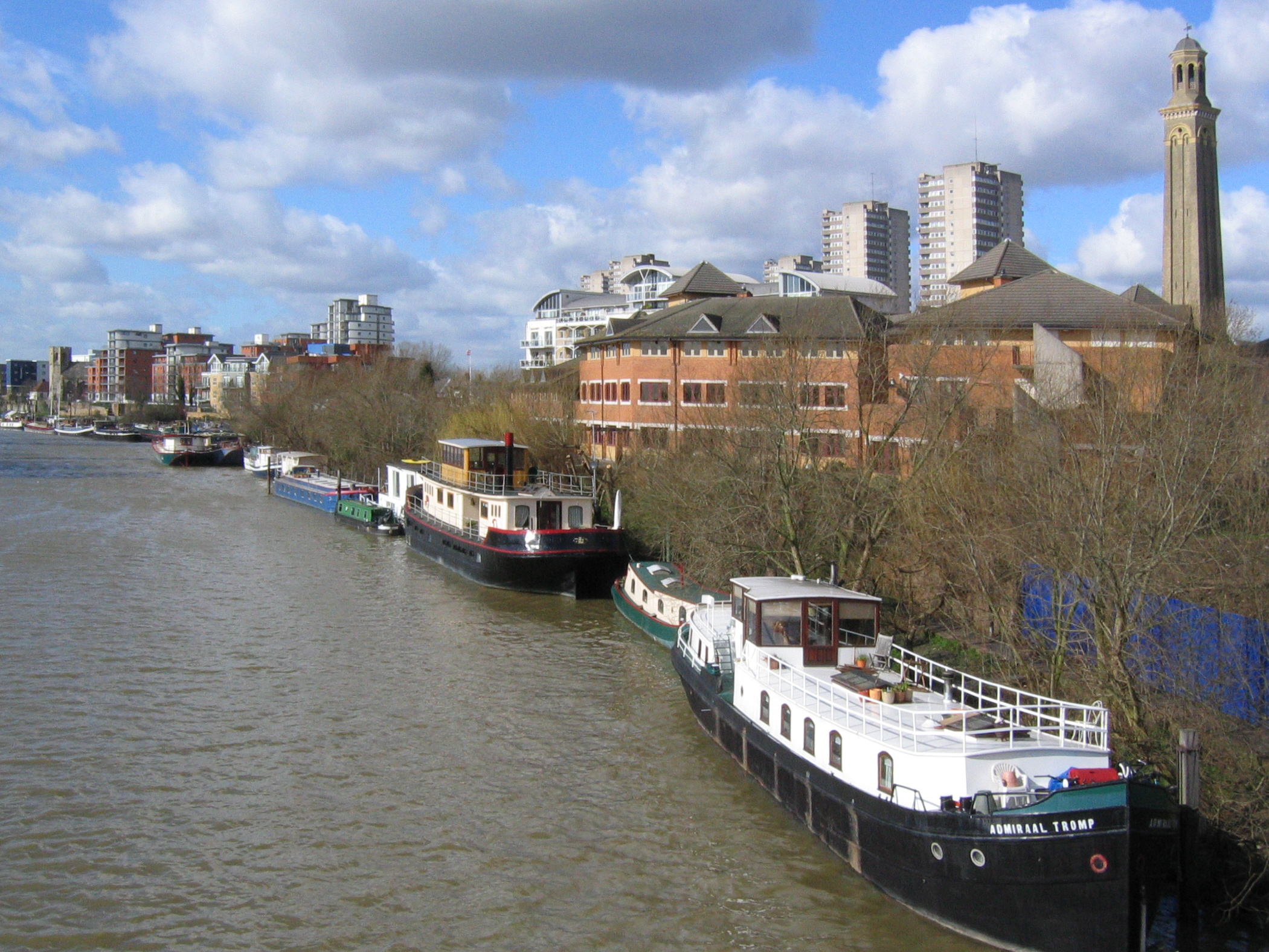
Река Темза в Брентфорде, Хаунслоу
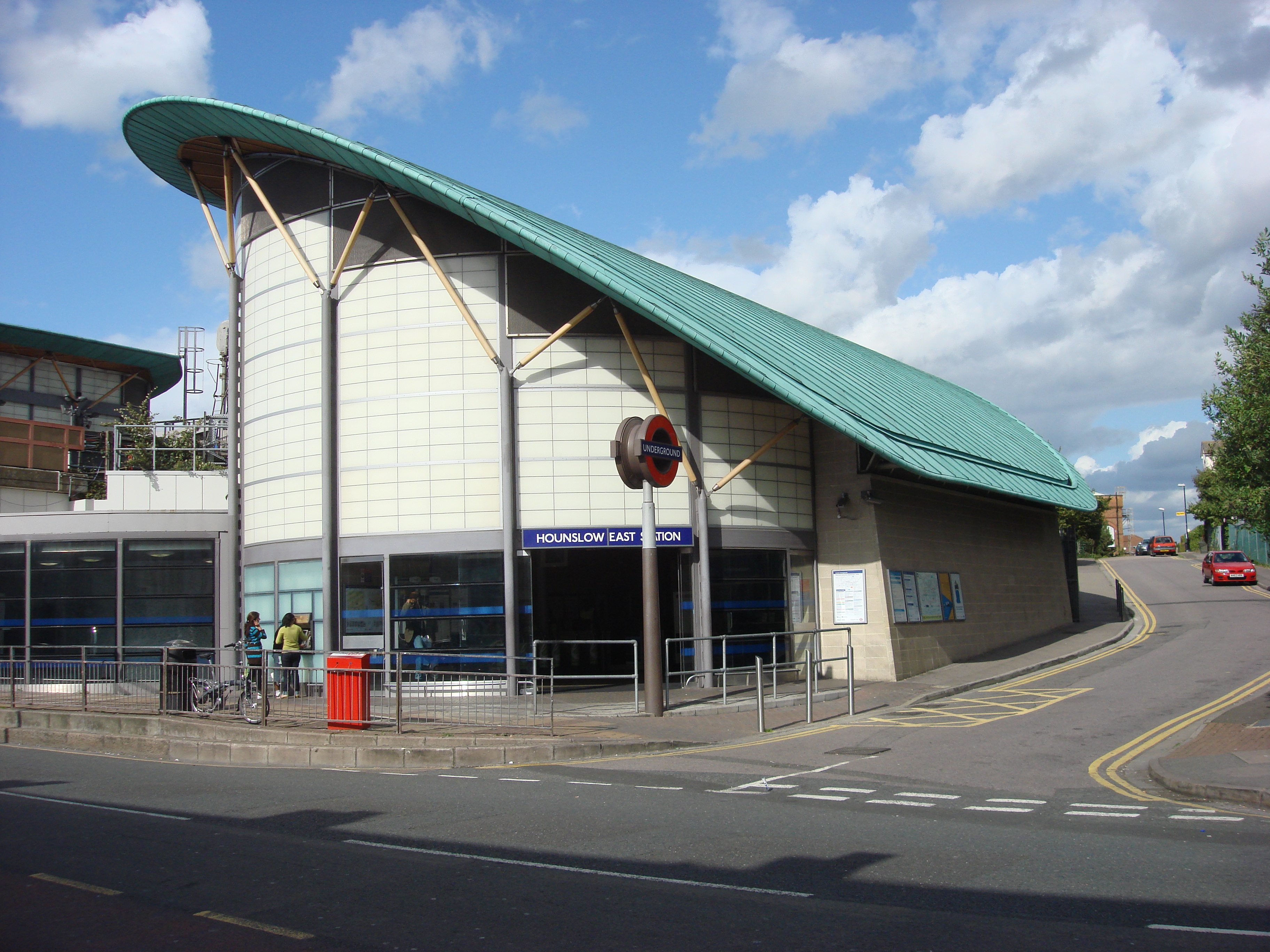
Железнодорожная станция Хаунслоу-Ист
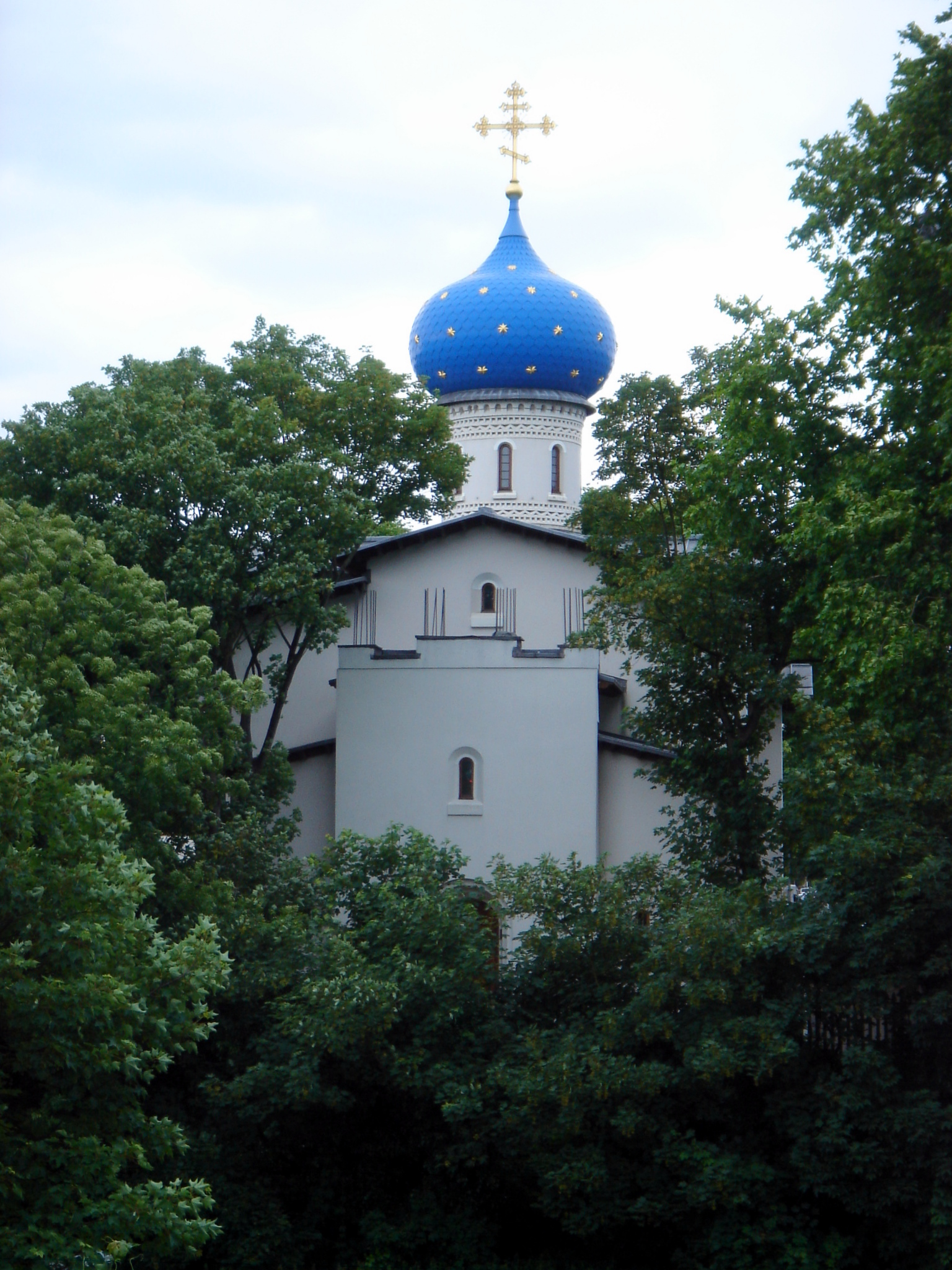
Русская православная церковь в Чизике